# Parc rural de Pat Sin Leng

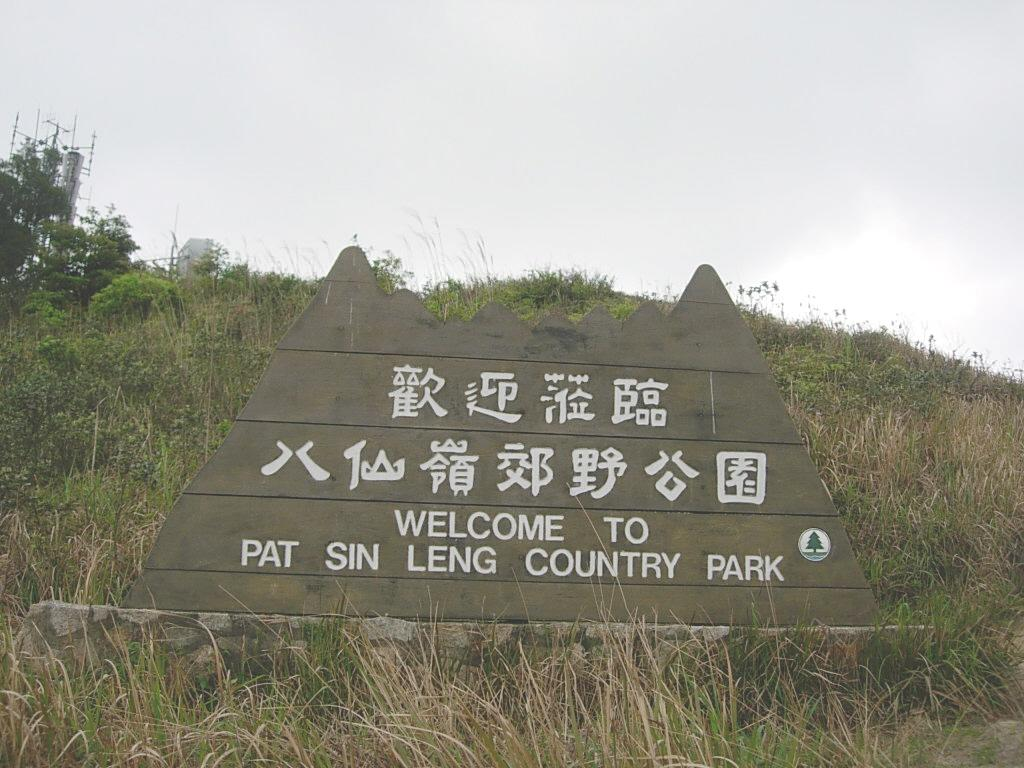
Panneau d'accueil du Parc rural de Pat Sin Leng

Le parc rural de Pat Sin Leng (chinois traditionnel : 八仙嶺郊野公園 ; cantonais Jyutping : Baat3 Sin1 Leng5 Gaau1 Je5 Gung1 Jyun2) est un parc rural à Hong Kong situé dans le nord-est des Nouveaux Territoires. Inauguré le 18 août 1978, il recouvre une superficie de  31,25 km², comprenant le Pat Sin Leng ainsi que d'autres montagnes telles que le Wong Leng, le Ping Shan Fung, le mont Cloudy et le Kwai Tau Leng. Les réservoirs de Hok Tau et de Lau Shui Heung font également partie du parc.

## Écologie
Les forêts des bassins versants sont des habitats pour les espèces d'oiseaux tels que le bulbul orphée, le bulbul chinois, le hwamei, le Shama dayal, le francolin perlé, la caille du Japon, le martin-pêcheur d'Europe, la pie bavarde, le martin huppé et la corneille. De même, les zones boisées sont des habitats pour un certain nombre de mammifères tels que le porc-épic, le pangolin, la civette masquée, le chat-léopard et le cerf aboyeur. Le réservoir Lau Shui Heung est entouré par des saules pleureurs et le keteleeria fortunei.

## Spots
Les dernières sections neuf et dix du sentier Wilson, long de 78 kilomètres, traverse le parc rural de Pat Sin Leng. La section de 17,4 kilomètres au sein du parc part du Mont Cloudy jusqu'à Nam Chung, en suivant le long de l'arête des montagnes Wong Leng, Lai Pek Shan et Pat Sin Leng. Pendant les jours ensoleillés, le panorama au sommet permet une vue sur le réservoir Plover Cove et sur la zone urbaine de Shenzhen. D'autres options de randonnées peuvent se présenter telles que le sentier Hok Tau et le sentier Lau Shui Heung.
La zone de Sha Lo Tung est une réserve importante pour les libellules et les demoiselles. La zone marécageuse de Ting Kok a été déclaré "Site Spécial d'Intérêt Scientifique" et celle de Yim Tso Ha est l'une des plus grandes réserves d'aigrettes à Hong Kong.